# Isaak von Dalmatien

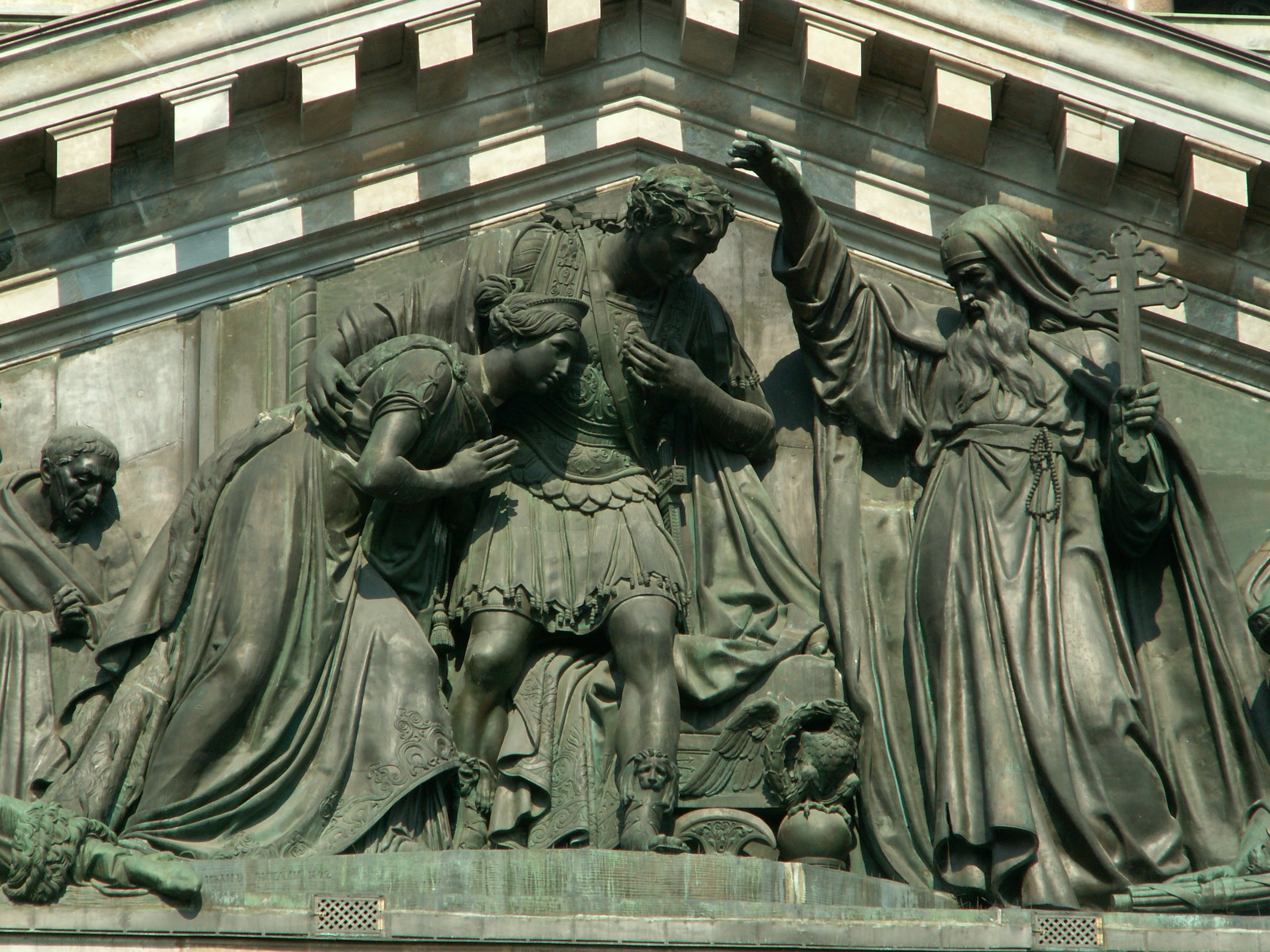
Die Begegnung des hl. Isaak von Dalmatien mit dem Kaiser Theodosius an der Isaakskathedrale in Sankt Petersburg. Iwan Vitali schuf Theodosius mit den Gesichtszügen Alexanders I.

Isaak von Dalmatien (* im 4. Jahrhundert in Syrien; † 396 in Konstantinopel; auch Isaak, Abt von Konstantinopel oder St. Isaak) war ein byzantinischer Mönch, Prophet und Heiliger.

## Leben
Isaak soll als asketischer Mönch in der Wüste gelebt haben, als er davon erfuhr, dass Kaiser Valens den – in Isaaks Augen – heidnischen Arianismus förderte. Daraufhin zog er nach Konstantinopel, um die Anhänger des Trinitariertums im Kampf gegen die Ungläubigen zu unterstützen. Angeblich wurden deren Kirchen damals geschlossen oder gar zerstört.
Als Valens kurz darauf gegen aufständische Westgoten zur Schlacht von Adrianopel zog, bat ihn Isaak um Frieden für die Trinitarier im Tausch für die Hilfe Gottes. Als sich Valens mehrmals weigert, soll Isaak ihm einen grausamen Tod prophezeit haben. Der erboste Herrscher soll Isaak daraufhin von seinen Gehilfen Saturninus und Victor in den Kerker werfen lassen haben.
Nachdem die Nachricht vom Tod Valens Konstantinopel erreicht hatte, wurde Isaak freigelassen und als Prophet verehrt. Er soll Theodosius I. anschließend unterstützt haben, der um diese Zeit sein Dreikaiseredikt erließ.
Saturninus baute 381 oder 382 das erste Kloster in Konstantinopel, dessen spiritueller Führer Isaak wurde. Außerdem soll er sich unermüdlich und tatkräftig der Wohltätigkeit gewidmet haben. Als Isaak älter wurde, übergab er das Kloster an seinen Schüler Dalmatos, nach dessen Namen es später benannt wurde. Aus diesem dalmatischen Kloster (του Δαλματου), nicht nach der Landschaft Dalmatien, ergab sich der Beiname Isaaks.

## Verehrung
Der orthodoxe Kirchenkalender feiert ihn am 30. Mai.
Das größte Gotteshaus zu Ehren Isaaks ist die Isaakskathedrale in Sankt Petersburg.